# ヴィタ・サックヴィル＝ウェスト

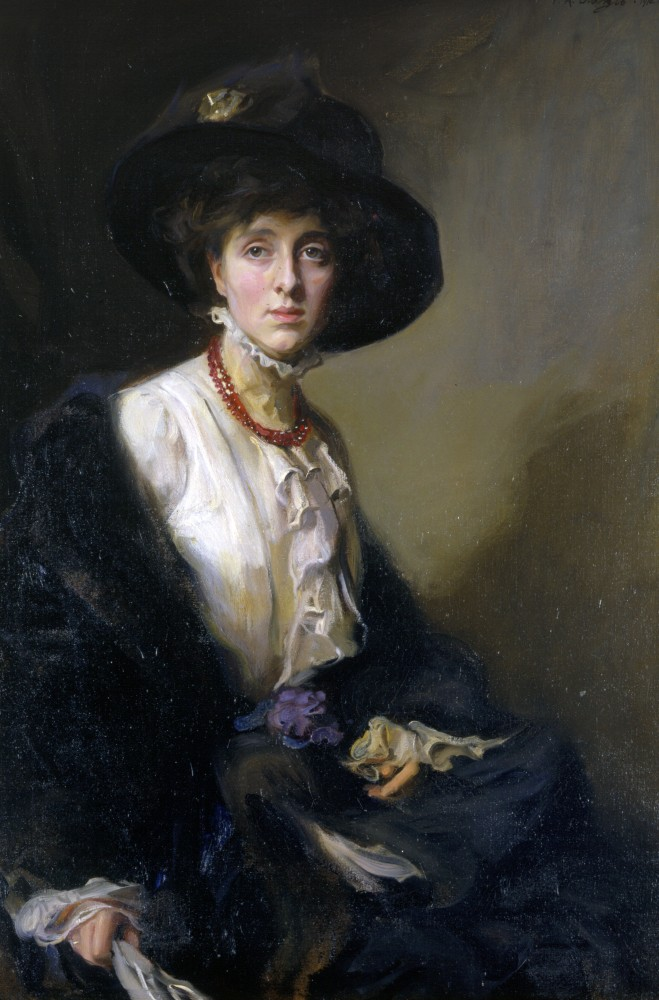
ヴィタ・サックヴィル＝ウェストの肖像、フィリップ・ド・ラースロー画

ヴィタ・サックヴィル＝ウェスト（The Hon Victoria Mary Sackville-West, Lady Nicolson, CH, 1892年3月9日 - 1962年6月2日）は、イギリスの詩人・作家。のちの労働党の下院議員サー・ハロルド・ニコルソンは夫。

## 生い立ち
ケントのサックヴィル家の館、ノール・ハウスで生まれる。父は第3代サックヴィル男爵ライオネル。本名はヴィクトリアであるが、彼女は一生をヴィタの名前で通した。長身で細身の、中性的な容姿をしていた。
1913年、外交官で、カーノック男爵家のハロルド・ニコルソンと結婚。長男ベネディクト・ニコルソン、次男ナイジェル・ニコルソンが生まれた。
結婚当初からオープンマリッジを選択し、ブルームズベリー・グループの芸術家たちのように、夫や妻以外の恋人をもつことには寛容だった。ヴィタの初恋の相手が女性だったということにもあらわれているが、彼女は両性愛の傾向があった。また、夫のハロルドも男性の恋人をもったという。

## ヴァイオレット・ケッペル＝トレフューシス
2人が出会ったのは、まだヴィタが12歳、ヴァイオレット10歳の頃だった（ヴァイオレットの母はイギリス国王エドワード7世の公妾アリス・ケッペルだった）。2人は同じ学校に通い、10代の間恋愛関係にあった。互いに結婚して夫を持つと疎遠になっていたが、1918年、ヴィタの子育てが一段落した頃、2人はフランスへ駆け落ちした。ヴィタは男性の服装で家族の目をくらましたという。2人の関係は、ヴィタがハロルドとの夫婦関係を清算する気がなく、ヴァイオレットがヴィタをハロルドと共有することに我慢ならなかったことから、終わりを迎えた。2人はそれからも連絡を取り続けていたが、元の関係に戻ることはなかった。
ヴィタの小説 "Challenge" は2人の関係を元に書かれている。

## ヴァージニア・ウルフ
1920年代後半に、ヴァージニア・ウルフとの恋愛が始まった。
1928年に出版されたウルフの長編小説『オーランドー』は、ヴィタとサックヴィル家の歴史をモデルに書かれた。後年に次男ナイジェルが「文学における、最も長く魅力的な恋文」と評したこの作品は、2人の関係がなければ誕生しなかったといわれる。
1931年にヴィタが、イヴリン・アイアンズに心を移したことで、ウルフとの関係は終わったとされる。

## 夫との生活
ヴィタはハロルドと親密な関係をずっと保ち続けた。第二次世界大戦下では、夫の外交官の仕事上、長期不在があっても、ほとんど毎日文通しあっていた。イギリスに戻れば、ヴィタと暮らしていたのである。
1930年代にケント州のシシングハースト・カースルを買って移り住み、ヴィタは自邸の庭を造るのに夢中になった。1938年に庭園は、シシングハースト・カースル・ガーデンとして一般公開され、1967年から現地のナショナル・トラストが管理している。

## 戦後
1946年、文学上の貢献により、コンパニオン・オブ・オナー勲章を受章。同年『オブザーバー』紙で週1回 "In Your Garden" というコラムを執筆した。1948年、ヴィタはナショナル・トラストの発起人の一人となった。
ヴィタとハロルドが暮らしたロンドンの邸宅にはブルー・プラークが掲げられている。現在の当主は孫アダム（1957年生まれ、次男ニコルソンの息子、5代目カーノック男爵）で、妻サラ・レイヴン（庭師、夫妻ともに作家）と共に庭園管理にも協力している。

## 作品
- The Land（1927年） 詩
- Challenge（1923年)  小説
- The Edwardians（1930年） 小説

### 日本語訳
- 『悠久の美 ペルシア紀行』田代泰子訳、晶文社、1997年
- 『あなたの愛する庭に』食野雅子訳、婦人生活社、1998年
- 『エドワーディアンズ　英国貴族の日々』村上リコ訳、河出書房新社、2013年

## 関連文献
- ナイジェル・ニコルソン『ある結婚の肖像　ヴィタ・サックヴィル＝ウェストの告白』
栗原知代・八木谷涼子訳（平凡社〈20世紀メモリアル〉、1992年） ISBN 978-4582373233
- ナイジェル・ニコルソン『ヴァージニア・ウルフ』（市川緑訳、岩波書店〈ペンギン評伝双書〉、2002年） ISBN 978-4000267625
各・次男ナイジェル[4]（1917-2004、歴史作家）による伝記。両親やウルフの日記・書簡も編・刊行した。
- 菊池眞理『英国の白いバラ　ヴィタの肖像』[5]（幻冬舎ルネッサンス、2008年）
  - 新編『ホワイト・ガーデン誕生　ヴィタ・サックヴィル＝ウエストの肖像』（幻冬舎、2024年） ISBN 9784344691179